# Ekstraklasa 2020-21
La temporada 2020-21 fue la 87.ª edición de la Ekstraklasa, el más alto nivel de fútbol en Polonia desde su creación en 1927. El Legia de Varsovia se coronó por decimoquinta vez campeón de la Liga Polaca.

## Formato de competencia
La temporada 2020-21 fue una temporada de transición para ampliar la PKO Ekstraklasa de dieciséis a dieciocho equipos a partir de la temporada 2021-22. Por dicho motivo, tan solo el último club de esta temporada será relegado a la I Liga de Polonia. El 24 de julio de 2020, Ekstraklasa S.A. y la Asociación Polaca de Fútbol anunciaron el calendario de la temporada 2020–21, cuyo comienzo tendrá lugar el viernes 21 de agosto de 2020. Debido al retraso en el inicio de la temporada causado por la pandemia de COVID-19, se acortará el número de jornadas a 30, sin dividirse en las fases de Campeonato y Descenso como en las ediciones anteriores. La temporada finalizará el 16 de mayo de 2021. Asimismo, se ampliará el número de sustituciones de tres a cinco cambios por partido.

## Ascensos y descensos
Los tres últimos equipos de la temporada pasada descendieron a la I Liga y fueron sustituidos por los tres mejores equipos de la I Liga 2019-20.
El Arka Gdynia, el Korona Kielce y el ŁKS Łódź terminaron en el puesto 14º, 15º y 16º respectivamente, y como resultado descendieron a la I Liga. El Stal Mielec, campeón de la I Liga, vuelve a la máxima categoría después de 24 años, y el segundo clasificado, el Podbeskidzie Bielsko-Biała, regresa a la Ekstraklasa tras 5 temporadas. Después de ganar los playoffs de promoción, el Warta Poznań también regresó a la primera división polaca después de 25 años de ausencia, tras imponerse al Radomiak Radom por 2-0 en las eliminatorias.
| Pos. | Descendidos de la Ekstraklasa 2019-20 |
| ---- | ------------------------------------- |
| 14º  | Arka Gdynia                           |
| 15º  | Korona Kielce                         |
| 16º  | ŁKS Łódź                              |

| Pos. | Ascendido de la I Liga de Polonia 2019-20 |
| ---- | ----------------------------------------- |
| 1º   | Stal Mielec                               |
| 2º   | Podbeskidzie Bielsko-Biała                |
| 3º   | Warta Poznań                              |

## Equipos participantes
| Equipo                     | Ciudad        | Estadio                            | Capacidad |
| -------------------------- | ------------- | ---------------------------------- | --------- |
| KS Cracovia                | Cracovia      | Estadio Mariscal Józef Piłsudski   | 15.114    |
| Górnik Zabrze              | Zabrze        | Estadio Ernest Pohl                | 24.563    |
| Jagiellonia Białystok      | Białystok     | Estadio Municipal de Bialystok     | 22.432    |
| Lech Poznań                | Poznań        | Estadio Municipal de Poznań        | 43.269    |
| Lechia Gdańsk              | Gdańsk        | Stadion Energa Gdańsk              | 43.615    |
| Legia de Varsovia          | Varsovia      | Estadio del Ejército Polaco        | 31.800    |
| Piast Gliwice              | Gliwice       | Estadio Municipal de Gliwice       | 10.037    |
| Podbeskidzie Bielsko-Biała | Bielsko-Biała | Estadio Municipal de Bielsko-Biała | 15.076    |
| Pogoń Szczecin             | Szczecin      | Estadio Municipal Florian Krygier  | 4.200     |
| Raków Częstochowa          | Częstochowa   | GIEKSA Arena                       | 5.264     |
| Stal Mielec                | Mielec        | Estadio MOSiR de Mielec            | 6.864     |
| Śląsk Wrocław              | Breslavia     | Estadio Municipal de Wrocław       | 45.105    |
| Warta Poznań               | Poznań        | Estadio Dyskobolia                 | 5.383     |
| Wisła Cracovia             | Cracovia      | Estadio Henryk Reyman              | 33.326    |
| Wisła Płock                | Płock         | Estadio Kazimierz Górski           | 12.800    |
| Zagłębie Lubin             | Lubin         | Dialog Arena                       | 16.068    |

### Personal y uniformes
| Club                       | Técnico             | Capitán              | Firma deportiva | Patrocinador                   |
| -------------------------- | ------------------- | -------------------- | --------------- | ------------------------------ |
| KS Cracovia                | Michał Probierz     | Sergiu Hanca         | Puma            | Comarch                        |
| Górnik Zabrze              | Marcin Brosz        | Szymon Matuszek      | Hummel          | Polska Grupa Górnicza          |
| Jagiellonia Białystok      | Bogdan Zając        | Taras Romanczuk      | Erreà           | STS, Wschodzący Białystok      |
| Lech Poznań                | Dariusz Żuraw       | Thomas Rogne         | Macron          | Aforti                         |
| Lechia Gdańsk              | Piotr Stokowiec     | Flávio Paixão        | New Balance     | Energa, Paytren                |
| Legia de Varsovia          | Czesław Michniewicz | Artur Jędrzejczyk    | Adidas          | Fortuna                        |
| Piast Gliwice              | Waldemar Fornalik   | Gerard Badía         | Adidas          | Betclic, Gliwice               |
| Podbeskidzie Bielsko-Biała | Krzysztof Brede     | Łukasz Sierpina      | Masita          | Bielsko-Biała, BetX            |
| Pogoń Szczecin             | Kosta Runjaić       | Adam Frączczak       | Capelli Sport   | Grupa Azoty, Trawnik Producent |
| Raków Częstochowa          | Marek Papszun       | Tomáš Petrášek       | Macron          | x-kom                          |
| Stal Mielec                | Dariusz Skrzypczak  | Krystian Getinger    | Adidas          | PGE                            |
| Śląsk Wrocław              | Vítězslav Lavička   | Krzysztof Mączyński  | Adidas          | Noblebet                       |
| Warta Poznań               | Piotr Tworek        | Bartosz Kieliba      | Nike            | forBET                         |
| Wisła Cracovia             | Artur Skowronek     | Jakub Błaszczykowski | Macron          | LV BET                         |
| Wisła Płock                | Radosław Sobolewski | Bartłomiej Sielewski | Adidas          | PKN Orlen                      |
| Zagłębie Lubin             | Martin Ševela       | Ľubomír Guldan       | Nike            | KGHM                           |

## Tabla de posiciones
| Pos. | Equipo                     | Pts. | PJ | G  | E  | P  | GF | GC | Dif. | Clasificación o descenso                                            |
| ---- | -------------------------- | ---- | -- | -- | -- | -- | -- | -- | ---- | ------------------------------------------------------------------- |
| 1    | Legia Varsovia (C)         | 64   | 30 | 19 | 7  | 4  | 48 | 24 | +24  | Clasificación para la Liga de Campeones de la UEFA 2021-22          |
| 2    | Raków Częstochowa          | 59   | 30 | 17 | 8  | 5  | 46 | 25 | +21  | Clasificación para la Liga de Conferencia Europa de la UEFA 2021-22 |
| 3    | Pogoń Szczecin             | 52   | 30 | 15 | 7  | 8  | 36 | 23 | +13  | Clasificación para la Liga de Conferencia Europa de la UEFA 2021-22 |
| 4    | Piast Gliwice              | 42   | 30 | 11 | 9  | 10 | 39 | 32 | +7   | Clasificación para la Liga de Conferencia Europa de la UEFA 2021-22 |
| 5    | Lechia Gdańsk              | 42   | 30 | 12 | 6  | 12 | 40 | 37 | +3   |                                                                     |
| 6    | Śląsk Wrocław              | 43   | 30 | 11 | 10 | 9  | 36 | 32 | +4   |                                                                     |
| 7    | Zagłębie Lubin             | 41   | 30 | 11 | 8  | 11 | 38 | 40 | −2   |                                                                     |
| 8    | Warta Poznań               | 43   | 30 | 13 | 4  | 13 | 33 | 32 | +1   |                                                                     |
| 9    | Lech Poznań                | 37   | 30 | 9  | 10 | 11 | 39 | 38 | +1   |                                                                     |
| 10   | Górnik Zabrze              | 37   | 30 | 10 | 7  | 13 | 31 | 33 | −2   |                                                                     |
| 11   | Jagiellonia Białystok      | 37   | 30 | 10 | 7  | 13 | 39 | 48 | −9   |                                                                     |
| 12   | KS Cracovia                | 32   | 30 | 8  | 13 | 9  | 28 | 32 | −4   |                                                                     |
| 13   | Wisła Płock                | 33   | 30 | 8  | 9  | 13 | 37 | 44 | −7   |                                                                     |
| 14   | Wisła Cracovia             | 33   | 30 | 8  | 9  | 13 | 39 | 42 | −3   |                                                                     |
| 15   | Stal Mielec                | 29   | 30 | 6  | 11 | 13 | 31 | 47 | −16  |                                                                     |
| 16   | Podbeskidzie Bielsko-Biała | 25   | 30 | 6  | 7  | 17 | 29 | 60 | −31  | Descenso a la I Liga                                                |

 Fuente: Ekstraklasa, 90minut.pl
Criterios de clasificación: 1) Puntos; 2) puntos entre sí; 3) diferencia de goles; 4) Goles marcados.
Notas:
1. ↑  El KS Cracovia fue penalizado con -5 puntos por amaño de partidos en la temporada 2003–04 de la II Liga.[16]

### Resultados
| Local \ Visitante          | CRA | GÓR | JAG | LPO | LGD | LEG | PIA | POD | POG | RAK | STA | ŚLĄ | WAR | WIS | WPŁ | ZAG |
| -------------------------- | --- | --- | --- | --- | --- | --- | --- | --- | --- | --- | --- | --- | --- | --- | --- | --- |
| KS Cracovia                | —   | 1–0 | 3–1 | 2–1 | 0–3 | 0–1 | 1–0 | 1–1 | 2–1 | 2–2 | 1–1 | 1–1 |     | 1–1 | 1–0 | 2–4 |
| Górnik Zabrze              | 0–2 | —   | 3–1 | 1–1 | 3–0 | 1–2 | 1–2 | 4–2 | 2–1 | 1–3 | 2–1 | 1–1 | 1–2 | 0–0 | 0–2 | 2–0 |
| Jagiellonia Białystok      | 2–1 | 1–0 | —   | 2–1 |     | 1–1 | 0–1 | 2–2 | 0–1 | 0–0 | 3–3 | 0–1 | 4–3 | 1–1 | 5–2 | 0–1 |
| Lech Poznań                | 1–1 |     | 2–3 | —   | 3–0 | 0–0 | 0–0 | 4–0 | 0–4 | 3–3 | 1–2 | 1–0 | 1–0 | 0–1 | 2–2 | 0–0 |
| Lechia Gdańsk              | 1–1 | 2–0 | 0–2 | 0–1 | —   | 0–1 | 2–2 | 4–0 | 0–1 | 1–3 | 4–2 | 3–2 | 1–1 | 2–0 | 0–1 | 3–1 |
| Legia Varsovia             | 0–0 | 1–3 | 1–2 | 2–1 | 2–0 | —   | 2–2 |     | 4–2 | 2–0 | 2–3 | 2–1 | 3–2 | 0–0 | 5–2 | 2–1 |
| Piast Gliwice              | 2–0 | 2–0 | 0–1 | 1–4 | 2–0 | 0–1 | —   | 2–0 | 0–1 | 0–0 | 2–1 | 2–0 | 0–1 |     | 2–2 | 1–1 |
| Podbeskidzie Bielsko-Biała | 2–2 | 2–1 | 1–1 | 1–0 | 2–2 | 1–0 | 0–5 | —   | 0–2 | 1–4 | 1–0 | 0–2 | 1–2 | 2–0 | 1–1 | 2–1 |
| Pogoń Szczecin             | 1–0 | 1–0 | 3–0 | 0–1 | 1–0 | 0–0 | 0–0 | 1–1 | —   |     | 2–0 | 1–0 | 1–1 | 2–2 | 2–0 | 1–0 |
| Raków Częstochowa          | 0–0 | 0–0 | 3–2 | 3–1 | 0–1 | 1–2 | 1–0 | 1–0 | 0–1 | —   | 2–1 | 2–0 | 1–0 | 0–0 | 3–0 | 2–1 |
| Stal Mielec                | 0–0 | 0–2 | 3–1 | 1–1 | 0–1 | 0–0 | 3–2 | 2–1 | 1–0 | 0–1 | —   | 0–0 | 0–1 | 0–6 | 2–2 | 0–2 |
| Śląsk Wrocław              | 3–1 | 0–0 | 1–0 | 3–3 | 1–1 | 0–1 | 2–0 | 4–3 | 2–1 | 1–0 |     | —   | 2–1 | 1–1 | 0–0 | 0–0 |
| Warta Poznań               | 1–0 | 0–1 | 2–0 | 1–2 | 0–1 | 0–3 | 0–0 | 2–0 | 1–2 | 0–2 | 0–0 | 2–3 | —   | 2–1 | 2–0 | 1–0 |
| Wisła Cracovia             | 0–0 | 0–0 | 2–0 | 1–2 | 1–3 | 1–2 | 3–4 | 3–0 | 2–1 | 1–2 | 3–1 | 1–3 | 0–1 | —   | 0–3 | 1–2 |
| Wisła Płock                | 0–1 | 0–1 | 2–2 | 1–0 | 1–3 | 0–1 | 0–1 | 4–1 | 0–0 | 2–2 | 1–1 | 1–0 | 1–3 | 1–3 | —   |     |
| Zagłębie Lubin             | 1–1 | 2–0 | 3–0 | 2–1 | 1–1 | 0–4 | 2–2 | 2–1 | 1–1 | 1–2 | 2–2 | 2–1 | 1–0 | 4–1 | 0–2 | —   |

## Estadísticas jugadores

### Máximos goleadores
- Actualizado el 16 de mayo de 2021.

| Pos. | Jugador         | Club                       | Goles |
| ---- | --------------- | -------------------------- | ----- |
| 1    | Tomáš Pekhart   | Legia Varsovia             | 22    |
| 2    | Jakub Świerczok | Piast Gliwice              | 14    |
| 3    | Jesús Jiménez   | Górnik Zabrze              | 12    |
| 3    | Mikael Ishak    | Lech Poznań                | 12    |
| 3    | Flávio Paixão   | Lechia Gdańsk              | 12    |
| 6    | Jesús Imaz      | Jagiellonia Białystok      | 11    |
| 6    | Kamil Biliński  | Podbeskidzie Bielsko-Biała | 11    |
| 8    | Jakov Puljić    | Jagiellonia Białystok      | 10    |
| 9    | Erik Expósito   | Śląsk Wrocław              | 9     |
| 10   | Ivi López       | Raków Częstochowa          | 8     |
| 10   | Patryk Szysz    | Zagłębie Lubin             | 8     |

### Máximos asistentes
- Actualizado el 16 de mayo de 2021.

| Pos. | Jugador          | Club                  | Asistencias |
| ---- | ---------------- | --------------------- | ----------- |
| 1    | Mateusz Szwoch   | Wisła Płock           | 9           |
| 2    | Filip Starzyński | Zagłębie Lubin        | 8           |
| 3    | Marcin Cebula    | Raków Częstochowa     | 7           |
| 3    | Tomáš Přikryl    | Jagiellonia Białystok | 7           |
| 3    | Josip Juranović  | Legia Varsovia        | 7           |
| 6    | Łukasz Trałka    | Warta Poznań          | 6           |
| 6    | Maciej Domański  | Stal Mielec           | 6           |
| 6    | Pedro Tiba       | Lech Poznań           | 6           |
| 6    | Rafał Pietrzak   | Lechia Gdańsk         | 6           |
| 6    | Martin Pospisil  | Jagiellonia Białystok | 6           |